# Helipuerto de Gozo
El Helipuerto de Gozo o bien el Helipuerto de Xewkija (ICAO: LMMG) es un pequeño helipuerto en la isla de Gozo en el país europeo de Malta, cerca del pueblo de Xewkija.
Tiene dos helipuertos de 22 metros de ancho, conectados por el asfalto, que forman una pequeña pista de 174 metros de largo con la denominación 10/28.
Se está examinando si la pista corta corriente podría ampliarse para permitir la llegada aviones de ala fija que puedan aterrizar en Xewkija.
Solía haber vuelos en helicóptero regulares entre el Aeropuerto Internacional de Malta y el Helipuerto de Xewkija. Estos fueron iniciadas por Air Charter Malta en 1990, que dejó de funcionar en 2004. Desde marzo de 2005 hasta octubre de 2006 los vuelos fueron realizados por Helicópteros del Sureste. Actualmente, vuelos no regulares se llevan a cabo desde el helipuerto. Sin embargo, Heli Link Malta ofrece vuelos entre el helipuerto y el resto de Malta por encargo.